# Флайн
Флайн (нем. Flein) — община в Германии, в земле Баден-Вюртемберг. 
Подчиняется административному округу Штутгарт. Входит в состав района Хайльбронн. Подчиняется управлению „Флайн-Тальхайм“.  Население составляет 6647 человек (на 31 декабря 2010 года). Занимает площадь 8,47 км².

## Фотографии

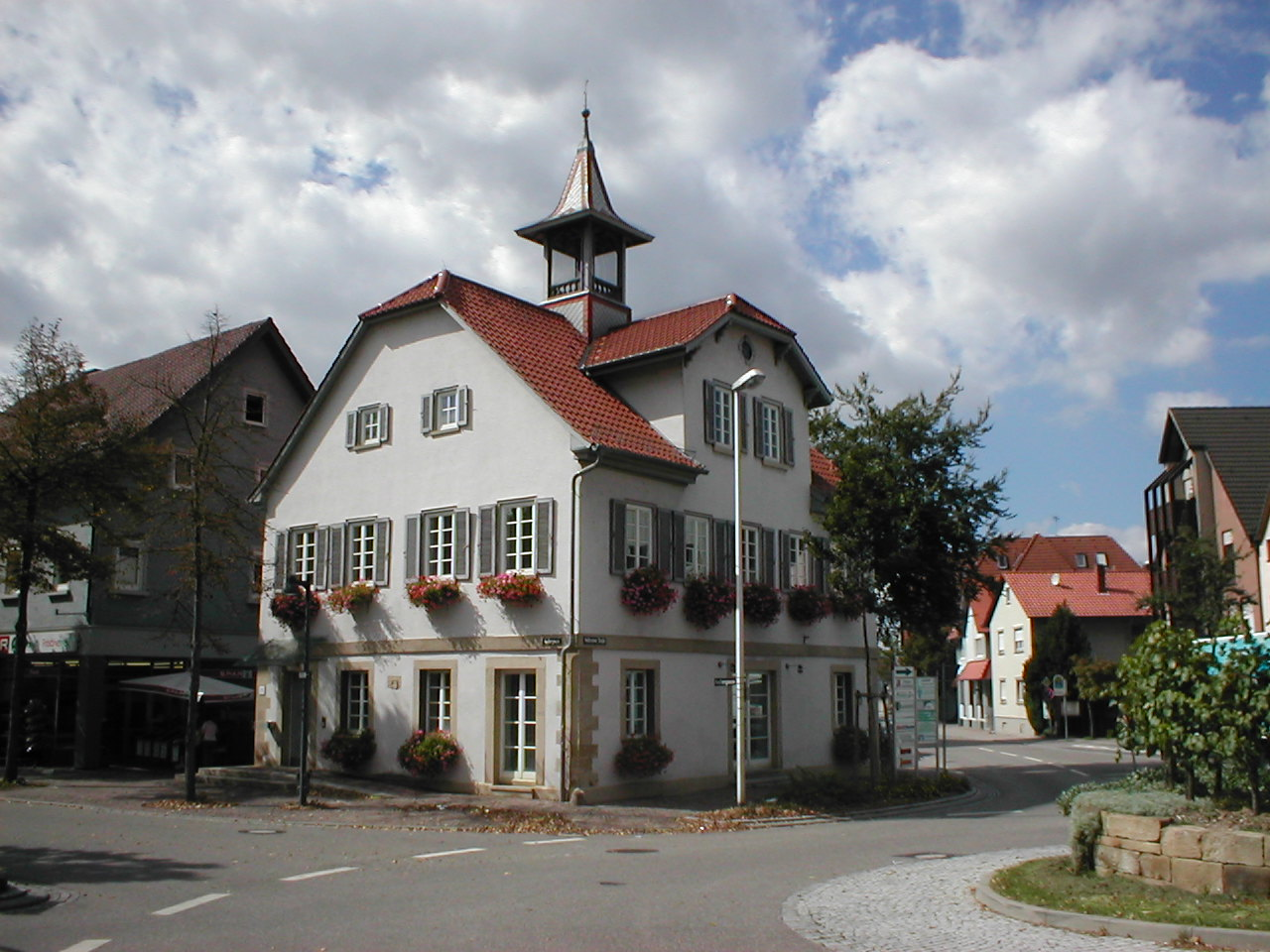
Ратуша
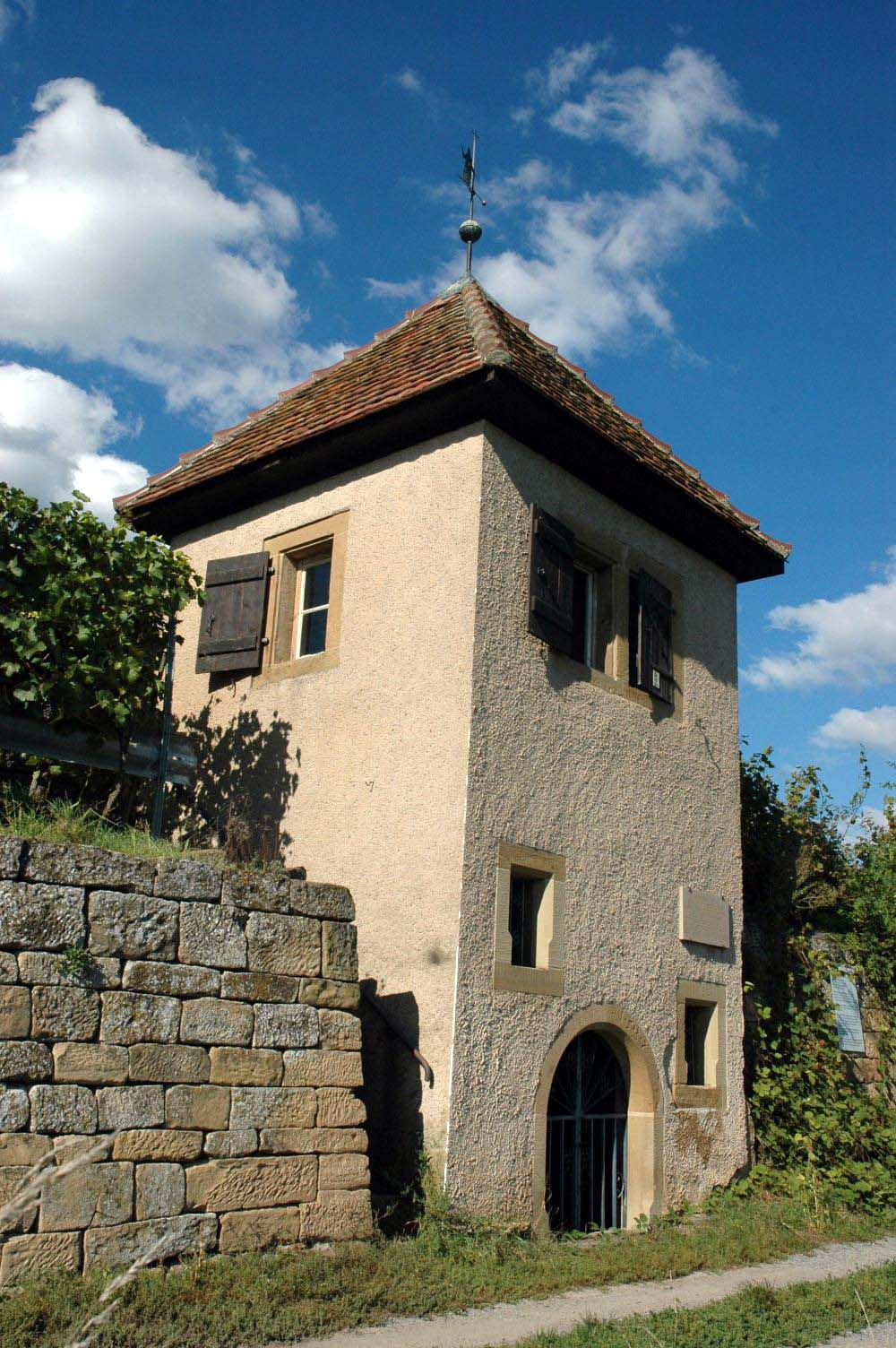
«Karmeliterhäuschen»
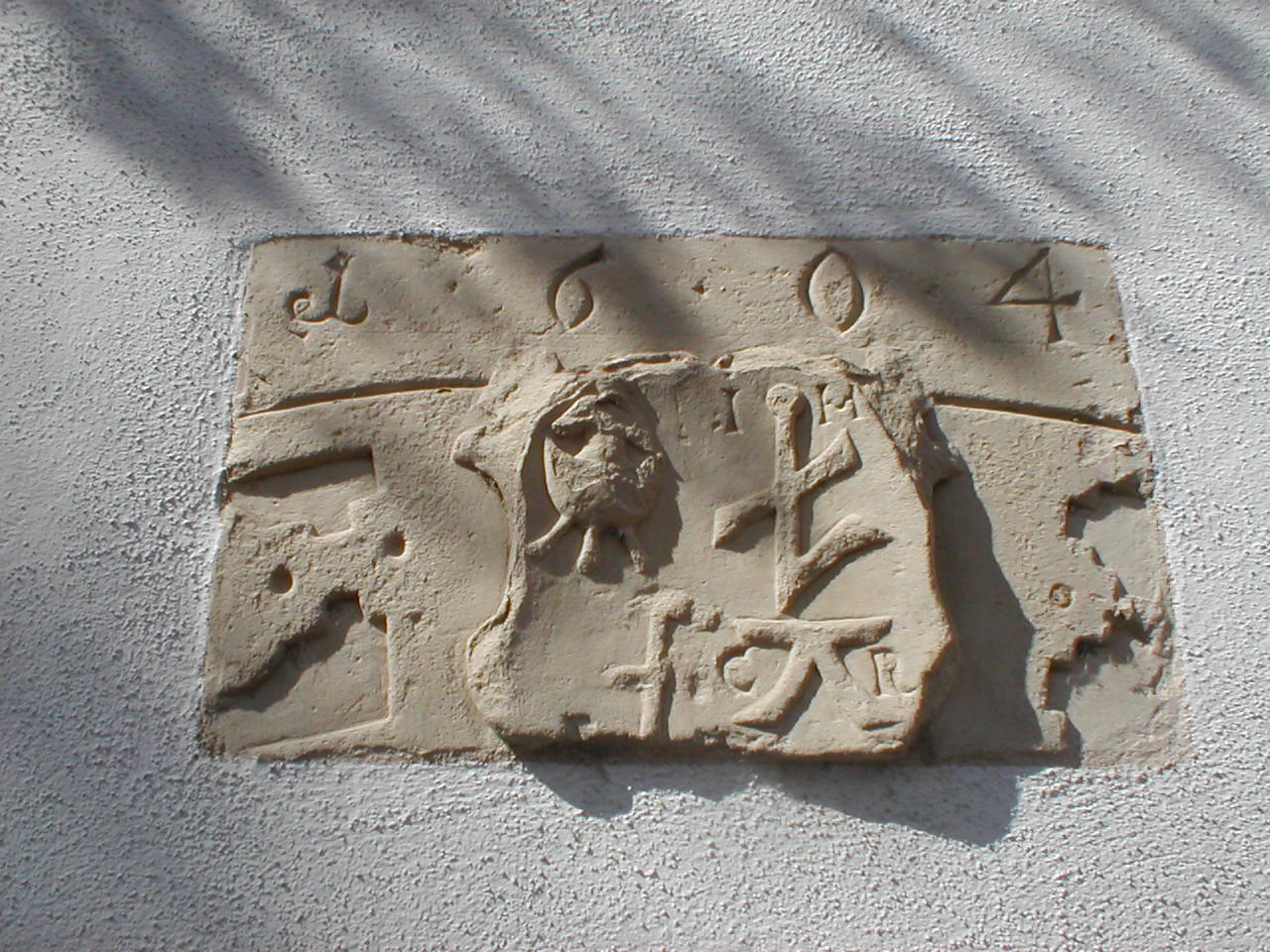
Ратуша
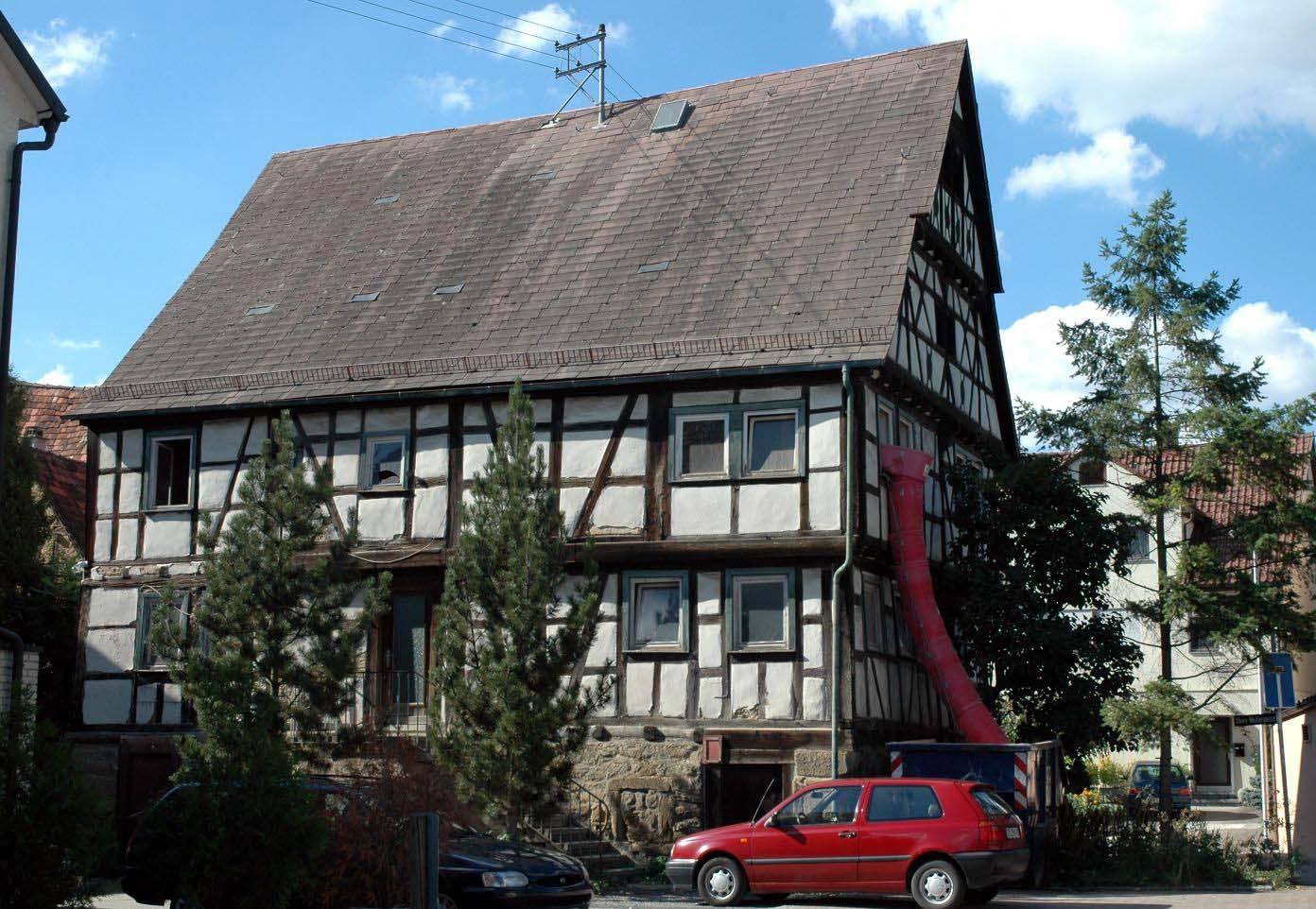
«Fischerhaus»
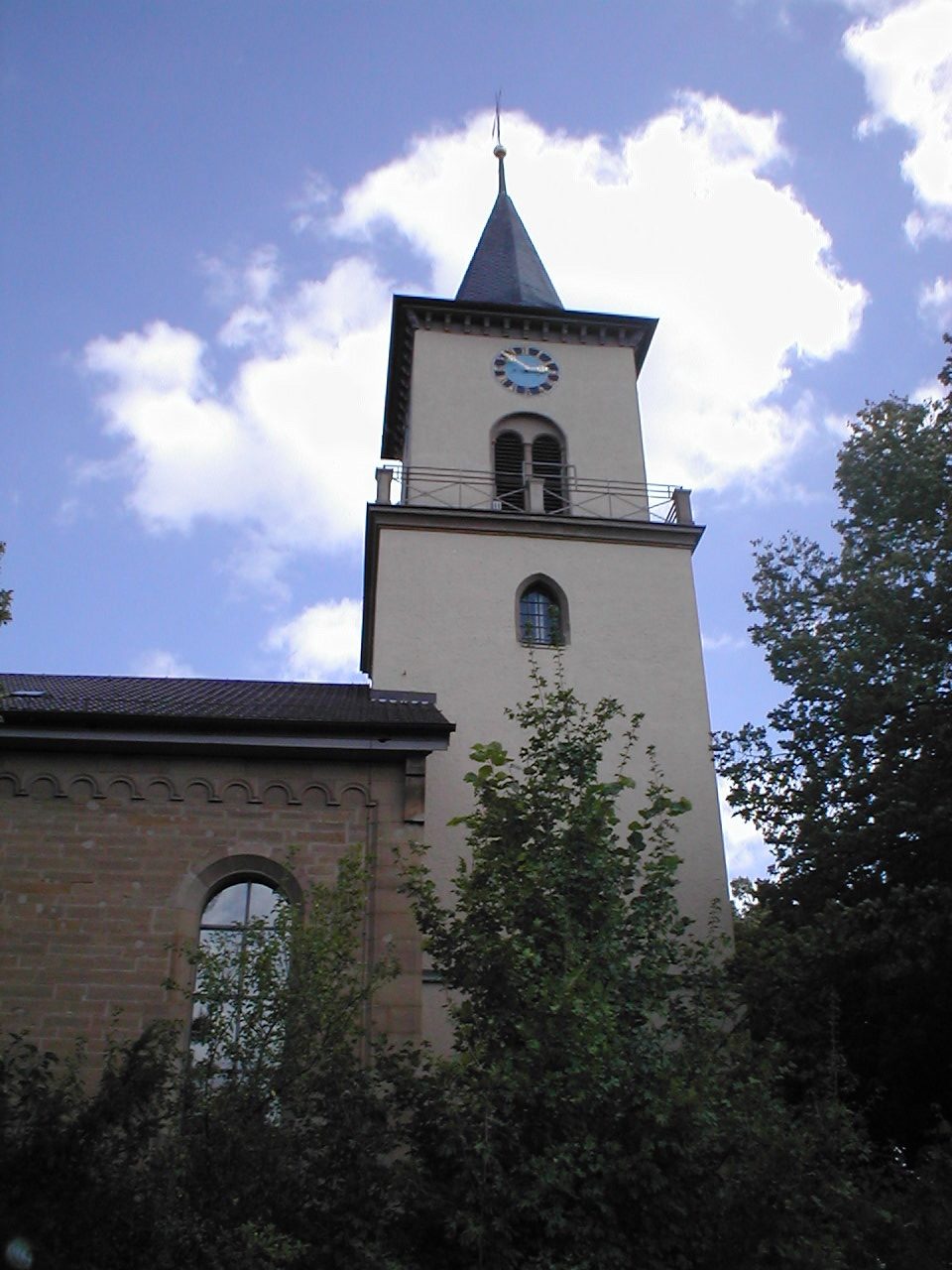
Церковь Сент Вайт
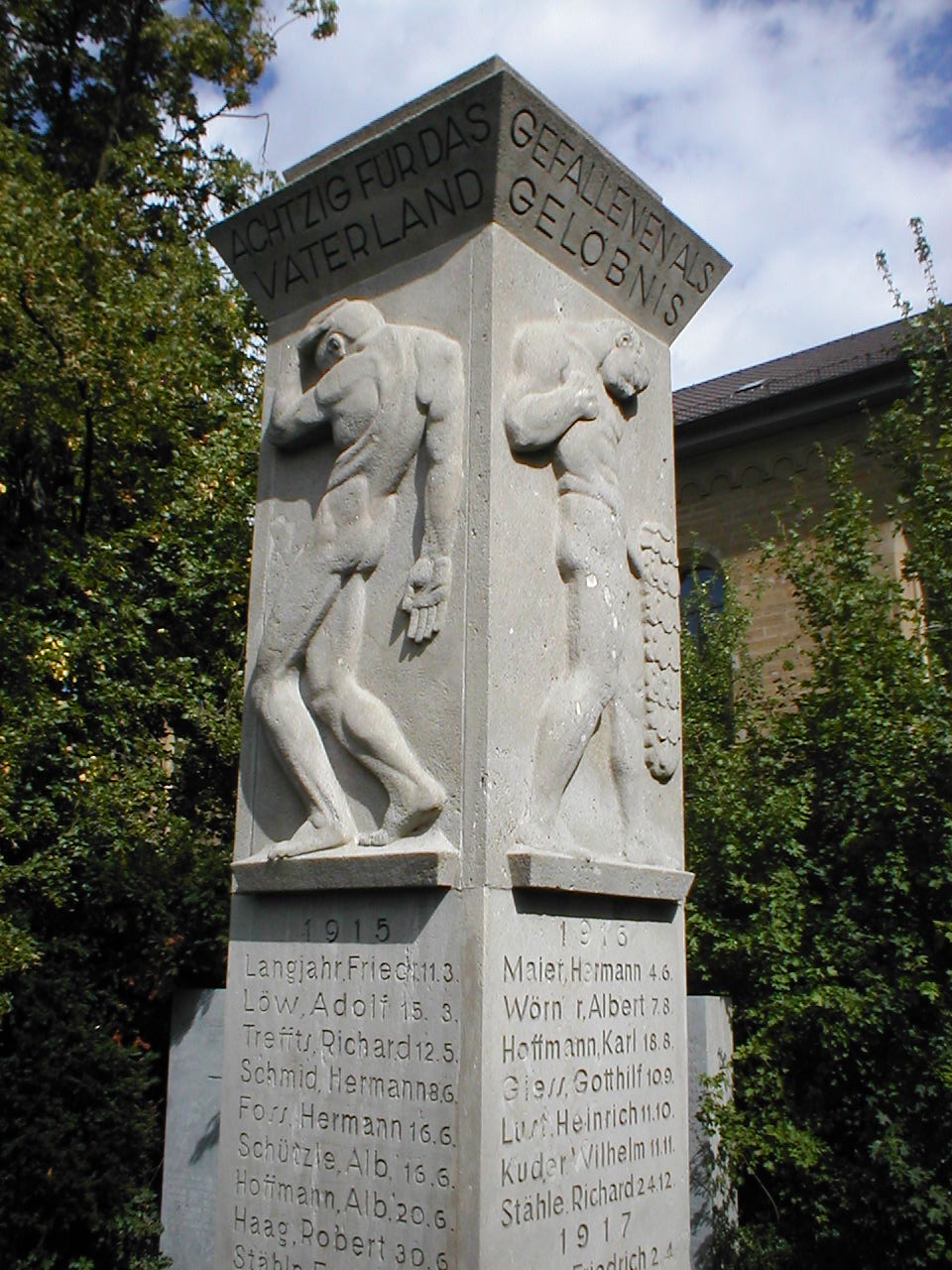
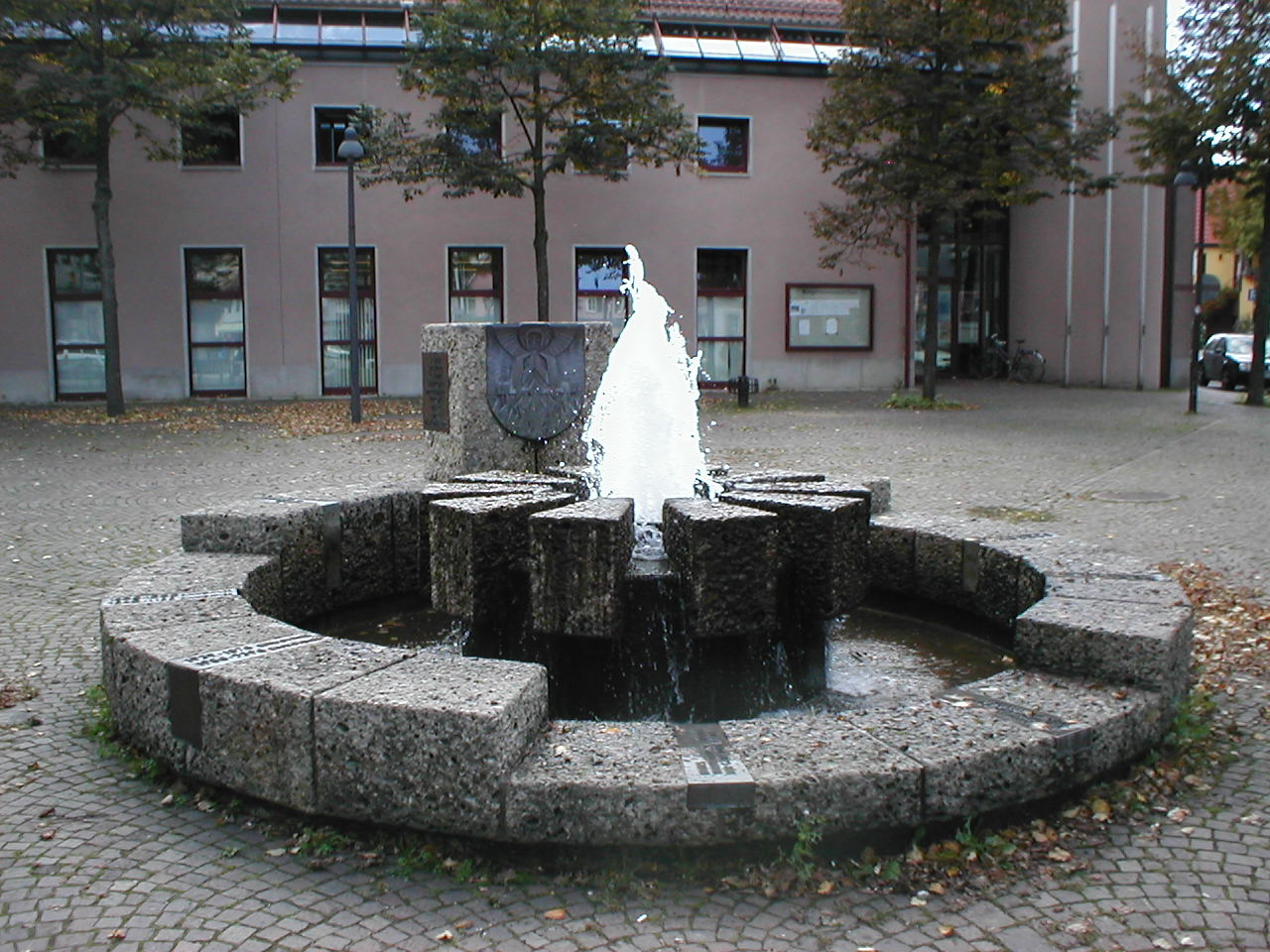